# ساندرا بيتش
ساندرا بيتش هي موسيقية كندية، ولدت في 1942.